# Stjepan Mesić

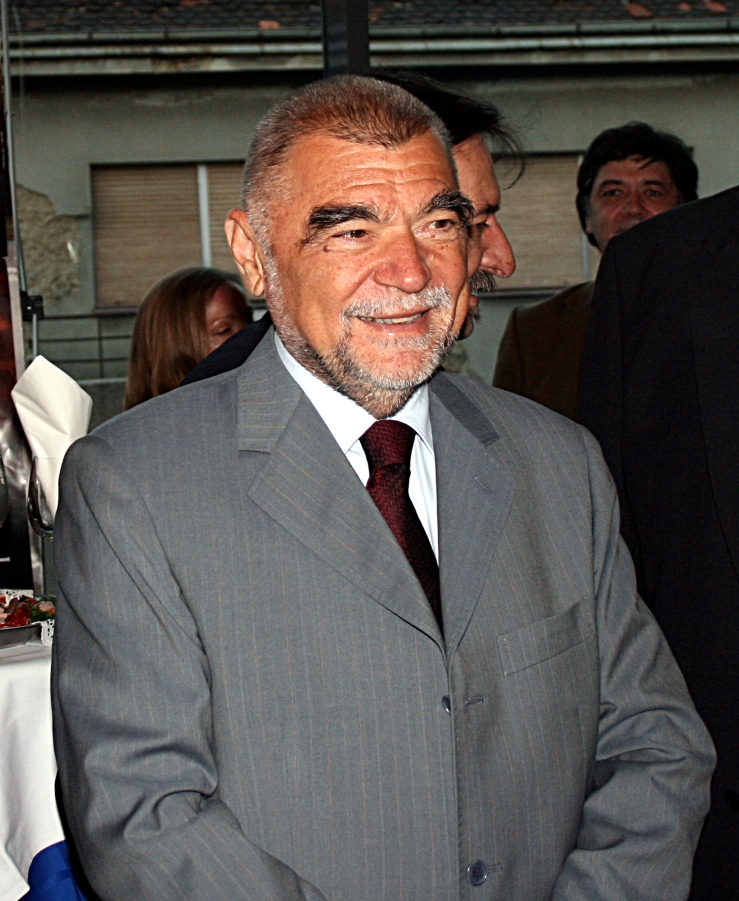
Stjepan Mesić

Stjepan Mesić (n. 24 decembrie 1934) este un politician croat, al doilea președinte al Croației independente din 1999 până la 18 februarie 2010. A mai fost prim ministru, președinte al parlamentului, primarul orașului Orahovica (orașul în care s-a născut) și judecător în Našice (a terminat facultatea de Drept a Universității din Zagreb).
1. ↑  Stipe Mesic, Encyclopædia Britannica Online, accesat în 9 octombrie 2017
2. ↑  Stjepan Mesić, MAK
3. ↑  Stjepan (»Stipe«) Mesić, Brockhaus Enzyklopädie, accesat în 9 octombrie 2017
4. ↑  Autoritatea BnF, accesat în 10 octombrie 2015
5. ↑  CONOR.SI[*] Verificați valoarea |titlelink= (ajutor)